# Coussarea spiciformis
Coussarea spiciformis är en måreväxtart som beskrevs av Charlotte M. Taylor. Coussarea spiciformis ingår i släktet Coussarea och familjen måreväxter. IUCN kategoriserar arten globalt som nära hotad.
Artens utbredningsområde är Ecuador. Inga underarter finns listade i Catalogue of Life.